# Палтышев, Николай Николаевич
Никола́й Никола́евич Палтышев (укр. Микола Миколайович Палтишев; 10 октября 1946 — 5 сентября 2021) — советский, украинский педагог. Народный учитель СССР (1987).

## Биография
Окончил Одесский технологический институт пищевой промышленности им. М. В. Ломоносова (1970) и Одесский педагогический институт имени К. Д. Ушинского (1976). Кандидат педагогических наук (1988). Доцент (1997).
- 1970—1971 — младший научный сотрудник Одесского государственного университета им. И. И. Мечникова
- 1971—2000 — учитель физики ГПТУ№8 Одессы
- 1987—1993 — заведующий лабораторией новых типов учебных учреждений (совместительство) (Москва. НИИ общей педагогики)
- 1989—1991 — руководитель комитета по вопросам профессионального образования Верховного Совета СССР
- 1993—2000 — заведующий кафедрой педагогики ОІУВ (совместительство) (Профессор)
- 1997—1999 — советник по вопросам образования
- 2000—2002 — заместитель директора по НВР свободной школы «АСТР»
- 2002—2004 — заместитель директора по НМР частного лицея «Просвіта»
- 2004—2005 — заместитель директора по НМР частного лицея «Элита»
- Учитель физики ОООШ № 45, НВК № 2. г. Южный (совместительство)
- Учитель физики ОООШ № 55.

Ввел в учебный процесс поэтапную систему обучения (1982), которая была распространена в учебных заведениях СССР, Японии, Франции, Германии, Кубы, Монголии. Первым в стране начал проводить уроки-спектакли с применением музыки, поэзии и живописи. Проводил показательные открытые уроки во всех республиках СССР, а также в Монголии, Вьетнаме, Японии, Германии, Франции, Кубе.
Автор 300 научно-методических работ, научно-практических публикаций, 11 книг. Среди них: «Секреты профтехпедагогики. Секрет учеников. Секрет учителя», «Педагогическая гармония», «Педагогическое мастерство и пути его постижения», «Открываю своё сердце коллегам», «Учить или научать — в чём разница?», «Педагогика понимания», «Педагогический катехизис для начинающего учителя». (Журналы: «Советская педагогика», «Народное образование», «Профессионально-техническое образование», «Физика в школе», «Наша школа», «Рідна школа». Газеты: «Учительская газета» «Комсомольская правда», «Правда», «Радянська освіта», «Освіта» «Завуч», «Початкова школа», «Одеські вісті», «Вечерняя газета».
Работал в Институте усовершенствования учителей. Прекрасно танцевал, так как в своё время окончил Одесскую балетную школу.
Разработал «Концепцию развития образования Одессы на 2000—2005 годы.
Делегат V собрания учителей СССР (1987), II Всеукраинского съезда работников образования (2001), Всесоюзного съезда работников народного образования (1988).

## Педагогические достижения
- С 1974 по 1996 год ученики Н. Палтышева — победители областных, республиканских и Всесоюзной олимпиад по физике.
- В 1980, 1983, 1988 годах кабинет физики — лучший в СССР.
- Каждый год (1982—1989) проводил более 300 открытых уроков, которые посетило около 30 000 учителей.

## Научно-методические достижения
- Напечатано более 300 научно-методических работ[3].
- Выступил более чем на 70 конференциях, съездах учителей, на Ассамблее ЮНЕСКО в Париже.
- Издано 11 книг и брошюр.

## Гражданские достижения
- 1984—1988 — депутат Одесского областного совета
- 1989—1991 — Народный депутат СССР, председатель подкомитета по профобразованию Верховного Совета СССР
- Советник ЦК КПСС по вопросам образования
- 2007—2015 — научный консультант проекта Учителя-новаторы Украины

## Награды и звания
- 1974 — Диплом І ступени — за разработку примерного кабинета физики (Казань, І научно-практическая конференция по НОП)
- 1976 — Диплом ІІ ступени и Премия Академии Педагогических наук СССР — за разработку поэтапной системы обучения
- 1982 — Отличник народного образования УССР
- 1982, 1984, 1986 — Золотые и серебряные медали ВДНХ СССР и УССР.
- 1984 — Медаль «За трудовую доблесть»
- 1986 — Почётное отличие „Настольный знак за выдающиеся заслуги в развитии системы ПТО СССР“
- 1987 — Народный учитель СССР
- 1987 — Грамота Верховного Совета СССР
- 1988 — Педагогическая премия „Учительской газеты“ (Москва)
- 1989 — Орден Норвегии „За весомый вклад в развитие образования Норвегии“
- 1991 — Педагогическая премия им. Н. К. Крупской
- Грамоты АПН СССР, Министерства образования СССР и Украины
- 1996 — Почётный знак отличия Президента Украины[4]
- 2006 — Медаль и Премия им. В. И. Вернадского
- 2006 — Орден Православной церкви „Владимирской Пресвятой Богородицы“
- 2006 — Грамоты Министерства образования и науки Украины и Академии педагогических наук Украины
- 2007 — Золотая медаль им. К. Д. Ушинского АПН Украины
- 2007 — Диплом издательства І сентября „ТОР учитель — 2007 Украины“
- 2016 — Педагогический „Оскар“ Украины — Награда Всеукраинского педагогического журнала „Директор школы, лицея, гимназии“
- 2017 — „Сеятель“ — Награда конкурса „Человек дела“ газеты „Вечерняя Одесса“
- 2016 — Почётный доктор Национальной Академии педагогических наук Украины

## О поэтапной системе обучения
Палтышев Н. Н. — автор поэтапной системы обучения, которая была признана Академией педагогических наук СССР и Академией педагогических наук Украины.
О поэтапной системе обучения писали ученые-академики: Ю. К. Бабанский, М. М. Поташник (Труды Ю. К. Бабанского, Ж-л» Народное образование № 5,1989г), А. В. Усова (Ж-д «Фізика в школі»-1991г), В. Г. Розумовский (Ж-л «Фізика в школі», Б. С. Гершунский (Філософія освіти, 2000р),В. И. Паламарчук, В. Ф. Паламарчук (Українська педагогічна преса), и др.
О поэтапной системе обучения писали известные журналисты: М. Шанигина (Ж-л «Русская література за рубежом», «Професійно-технічна освіта», В. Волков «Учительская газета», Л. Графова «Комсомольская правда», В.Дуров «Учительская газета» и др.
Опыт работы был изучен Госкомитетом СССР и УССР по профтехобразованию, АПН СССР и предложен для распространения во все учебные учреждения СССР и Украины.
Для учителей был создан видеофильм «Моя система обучения» (Киевнаучфильм), слайды и плакаты с Поэтапной системой обучения (Госкомитет Украины по вопросам профессионально-технического образования).
Вышло большое количество телепередач на Всесоюзном и Всеукраинском телевидении, во всех Союзных республиках и в странах: Япония, Монголия, Куба.
Об опыте работы Н. Н. Палтышева было напечатано в энциклопедических изданиях: «В мире профессий» (Москва-1986 г.), «Педагогічний олімп Одещини»(Одеса, 2000р.), «Кто есть кто» (Одесса за 200 лет), «Профтехосвіта України. Україна ХХІ століття» (Київ, 2006р.).